# Blaak 333

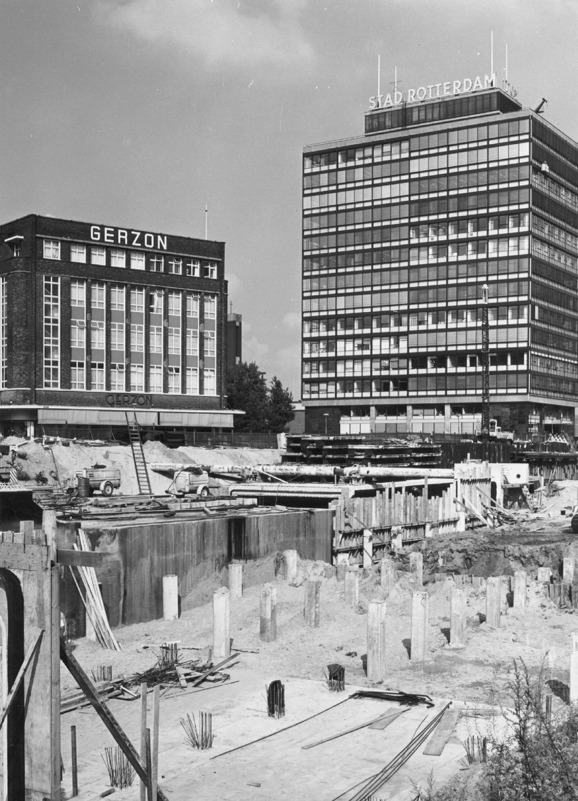
Hoofdpoort in de jaren 60

Blaak 333 was een kantoortoren aan de Blaak in het centrum van Rotterdam. Het kantoorgebouw werd gebouwd voor verzekeringsmaatschappij Stad Rotterdam. De oorspronkelijk naam was Hoofdpoort, vernoemd naar de in 1856 afgebroken Ooster Oude Hoofdpoort. 
De eerste paal werd geslagen op 24 maart 1960 en duurde tot 1962. Het gebouw werd op 14 september van dat jaar feestelijk geopend door de Rotterdamse burgemeester Gerard van Walsum.
Het gebouw telde bij oplevering dertien kantoorverdiepingen met daar bovenop één verdieping voor liftinstallaties en één voor de bedrijfskantine. In de kelderverdieping bevond zich de verwarmingsinstallaties, bergruimten en een fietsenstalling. Het gebouw was 24,4 meter breed, 39,1 meter lang en 50, 1 meter hoog gemeten vanaf de straat tot de dakrand. De totale bouwhoogte was 57 meter. Het gebouw werd uitgevoerd in gewapend beton en stond op een fundering van 250 heipalen. 

## Renovatie
Nadat Stad Rotterdam verzekeringen in 1989 verhuisde naar een nieuw pand aan het Weena kwam Blaak 333 kwam in handen van de Zweedse beleggings- en bouwgroep Aranäs die het pand volledig liet renoveren naar ontwerp van Kraaijvanger Urbis. De oorspronkelijk transparante gevel werd vervangen door een meer gesloten groenblauwe gevel. Ook werden er drie nieuwe verdiepingen toegevoegd waardoor de totale hoogte op 66 meter uitkwam. 

## Sloop en nieuwbouw
In 2023 werd begonnen met de sloop van het Blaak 333. Het wordt vervangen door de ruim 75 meter hoge woontoren Perspective House waarbij het architectenbureau van Kraaijvanger weer betrokken is bij het ontwerp. De nieuwe toren zal tussen 2024 en 2026 gebouwd worden en zal gebruik maken van de oorspronkelijke fundering en kelderwanden.

## Trivia

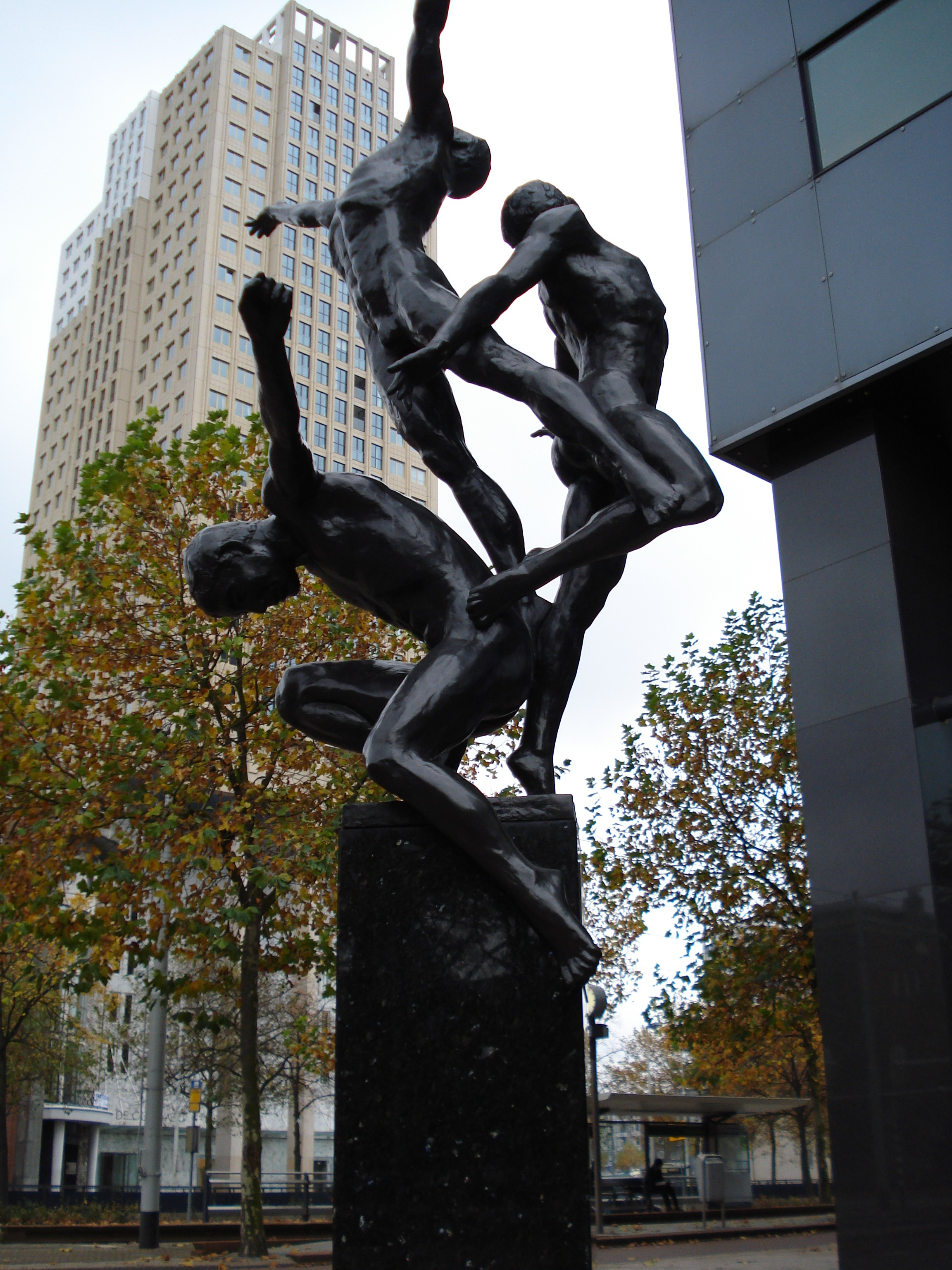
Triomf

- Op 27 oktober 1995 werd aan de Zuidoostzijde van het gebouw door Prins Bernhard het kunstwerk Triomf van Kees Verkade onthuld. Het bronzen beeld was een geschenk van aannemer Dura Bouw aan de stad Rotterdam ter markering van 50 jaar Wederopbouw.[9] Het beeld is ergens tussen augustus 2021 en maart 2022 verplaatst. [10]

- Het adres van het kantoorgebouw was tot begin jaren 80 Blaak 101.